# شادمهن
شادمهن، روستایی از توابع بخش ارجمند شهرستان فیروزکوه در استان تهران ایران است. این روستا در نزدیکی شهر ارجمند واقع شده و مردمش به زبان طبری سخن می‌گویند.

## جمعیت
این روستا در دهستان قزقانچای قرار دارد و براساس سرشماری مرکز آمار ایران در سال ۱۳۸۵، جمعیت آن ۲۸۲ نفر (۷۸ خانوار) بوده‌است.